# Konvent zum Heiligen Geist

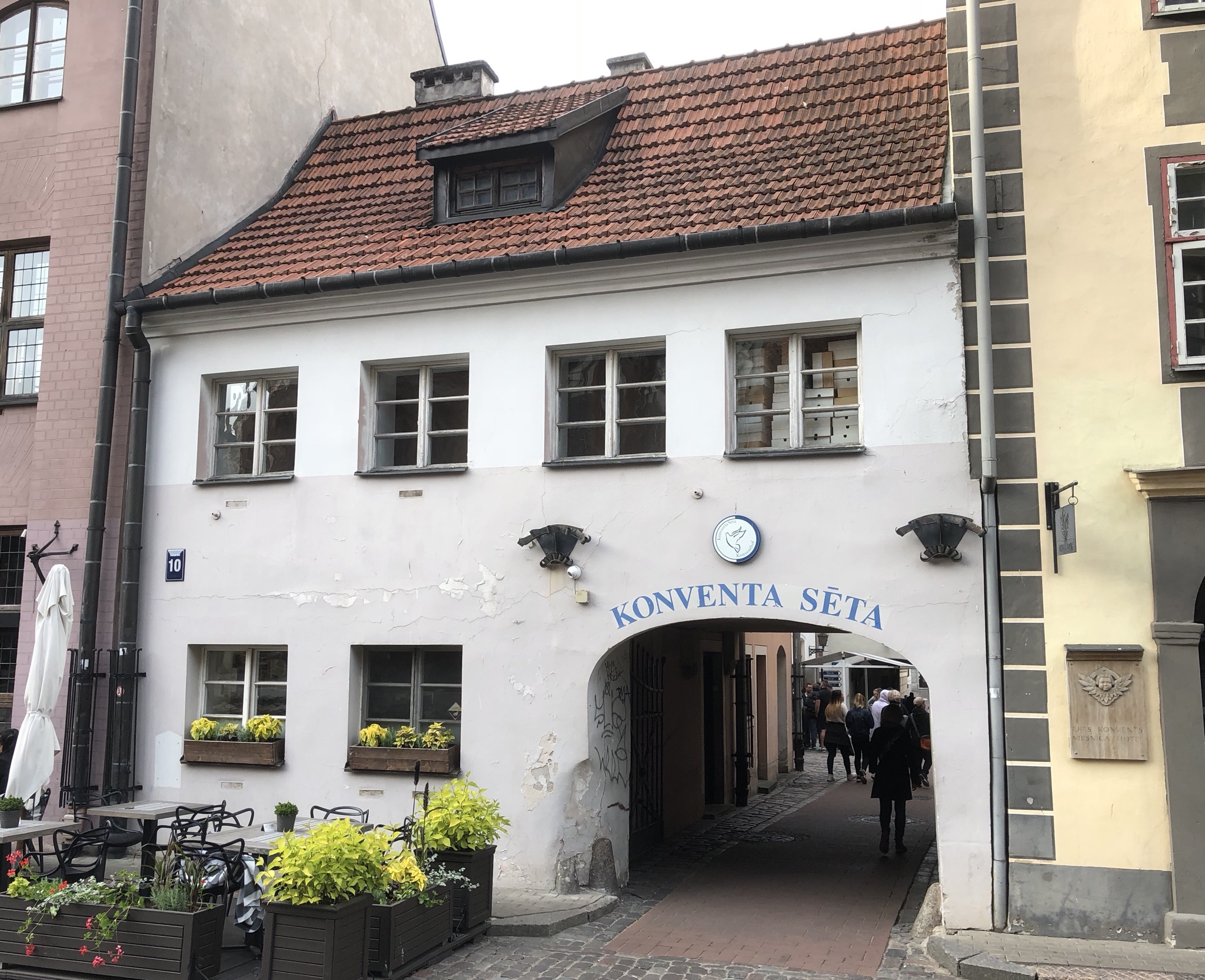
Konvent zum Heiligen Geist

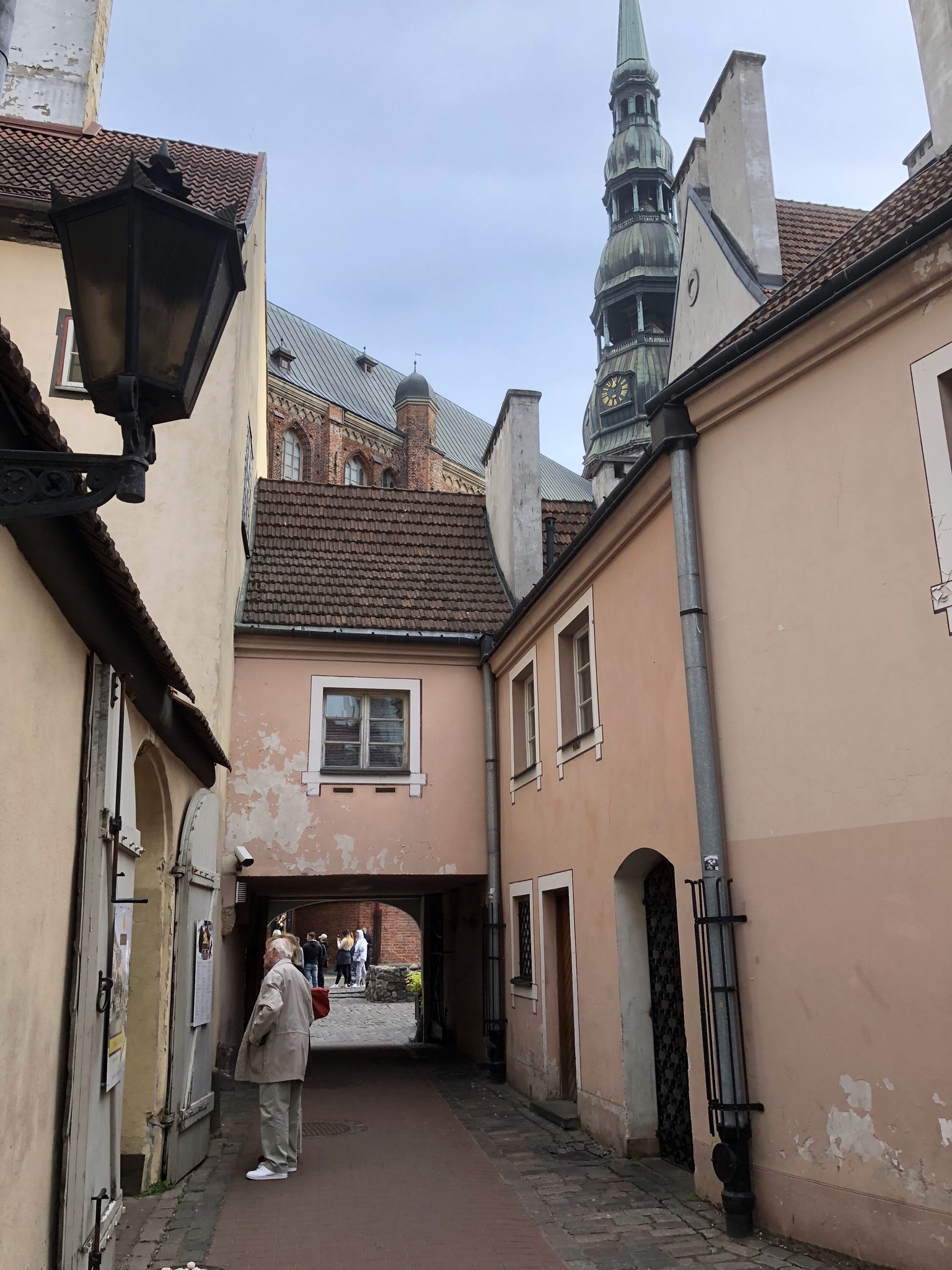
Rückseite des Tors, rechts im Hintergrund der Turm der Petrikirche

Der Konvent zum Heiligen Geist, auch als Konventhof (lettisch Konventa sēta) bezeichnet, ist ein denkmalgeschützter Gebäudekomplex in der lettischen Hauptstadt Riga.

## Lage
Er befindet sich in der Rigaer Altstadt auf der Nordseite der Scharrenstraße (Skārņu iela) an der Adresse Schmiedestraße (Kalēju iela) 9, 11. Zur Scharrenstraße hin besteht ein Tordurchgang. Unmittelbar östlich des Tors liegt das ehemalige Armenhaus Eckens Konvent.

## Ausstattung und Geschichte
Der Konvent war eine deutsche Wohltätigkeitsstiftung und befand sich zunächst am Ufer der Düna. 1330 wurde er an seinen heutigen Standort verlegt. Zuvor befand sich an dieser Stelle die 1297 von den Rigensern zerstörte Ordensburg des Schwertbrüderordens. 1482 wurde in dem Areal vom Ratsherrn Johann Camphusen die wohltätige Stiftung Campenhausens Elend gegründet, die 1749 von Generalleutnant Baron von Campenhausen umgebaut wurde. Der Konvent arbeitete als Armenhaus. Mehrfach wurde der Komplex von Bränden beschädigt und umgebaut. Das heutige Erscheinungsbild erhielt der Konvent im 18. Jahrhundert.
In der Zeit der sowjetischen Besetzung Lettlands im 20. Jahrhundert verfiel der Gebäudekomplex. 1996 erfolgte dann eine Renovierung. Heute sind in den Gebäuden Gastronomiebetriebe, Galerien und Läden sowie ein Hotel untergebracht.
Seit dem 29. Oktober 1998 ist der Konvent zum Heiligen Geist als Komplex unter der Nummer 6546 im lettischen Denkmalverzeichnis eingetragen.